# Give It to Me Right
"Give It to Me Right" – piosenka R&B stworzona przez Melanie Fionę na jej debiutancki album studyjny, The Bridge (2009). Wyprodukowany przez Andreę Martin, utwór wydany został jako pierwszy singel promujący krążek dnia 28 lutego 2009. Kompozycja zawiera sampel piosenki "Time of the Season" z roku 1968 wykonywanej przez zespół The Zombies.

## Wydanie singla
W Kanadzie, na notowaniu Canadian Hot 100 utwór zadebiutował na pozycji #96 dnia 7 marca 2009. Tydzień później kompozycja zanotowała wysoki awans na miejsce #86, jednak szczytową pozycję w zestawieniu "Give It to Me Right" osiągnął siedemnaście tygodni od debiutu, miejsce #20. Do tej pory singel spędził na liście ponad sześć miesięcy. Piosenka nie zyskała na sukcesie w Stanach Zjednoczonych, gdzie znalazła się jedynie na notowaniu Hot R&B/Hip-Hop Songs osiągając w tymże zestawieniu, jako najwyższą pozycję #67 dnia 14 marca 2009. Utwór znalazł się również na oficjalnym, włoskim notowaniu gdzie znalazł się na miejscu #9, spędzając na liście trzy tygodnie. W Szwajcarii "Give It to Me Right" zadebiutował 19 lipca 2009, by tydzień później znaleźć się na szczytowej pozycji #33.

## Listy utworów i formaty singla
Międzynarodowy CD singel
1. "Give It to Me Right" — 3:41

Międzynarodowy singel digital download
1. "Give It to Me Right" — 3:40

## Pozycje na listach
| Lista przebojów (2009)              | Najwyższa pozycja |
| ----------------------------------- | ----------------- |
| Kanada Billboard Hot 100            | 20                |
| Niemcy Singles Chart                | 31                |
| Szwajcaria Singles Chart            | 5                 |
| UK Singles Chart                    | 41                |
| USA Billboard Hot R&B/Hip-Hop Songs | 67                |
| Włochy Singles Top 20 Chart         | 9                 |